# HD 173263
HD 173263，又名CD-5012135，SAO 245702、HR 7037，是一颗恒星，视星等为6.54，位于銀經345.91，銀緯-19.8，其B1900.0坐标为赤經18h 39m 14.4s，赤緯-50° -19.8′ 51″。